# Benoît Toffin
Benoît Toffin, né le 1er janvier 1977 à Saint-Quentin, dans l'Aisne, est un ancien joueur français de basket-ball. Il évolue au poste de pivot.